# المنصورة (ولاية غرداية)
المنصورة هي إحدى بلديات دائرة المنصورة بولاية غرداية الجزائرية.

## المناخ
يظهر الجدول التالي التغييرات المناخية على مدار السنة لالمنصورة:
| البيانات المناخية لـالمنصورة      | البيانات المناخية لـالمنصورة | البيانات المناخية لـالمنصورة | البيانات المناخية لـالمنصورة | البيانات المناخية لـالمنصورة | البيانات المناخية لـالمنصورة | البيانات المناخية لـالمنصورة | البيانات المناخية لـالمنصورة | البيانات المناخية لـالمنصورة | البيانات المناخية لـالمنصورة | البيانات المناخية لـالمنصورة | البيانات المناخية لـالمنصورة | البيانات المناخية لـالمنصورة | البيانات المناخية لـالمنصورة |
| الشهر                             | يناير                        | فبراير                       | مارس                         | أبريل                        | مايو                         | يونيو                        | يوليو                        | أغسطس                        | سبتمبر                       | أكتوبر                       | نوفمبر                       | ديسمبر                       | المعدل السنوي                |
| --------------------------------- | ---------------------------- | ---------------------------- | ---------------------------- | ---------------------------- | ---------------------------- | ---------------------------- | ---------------------------- | ---------------------------- | ---------------------------- | ---------------------------- | ---------------------------- | ---------------------------- | ---------------------------- |
| متوسط درجة الحرارة الكبرى °م (°ف) | 16.8 (62.2)                  | 19.5 (67.1)                  | 23.2 (73.8)                  | 28.7 (83.7)                  | 33.3 (91.9)                  | 39.2 (102.6)                 | 42.9 (109.2)                 | 41.9 (107.4)                 | 36.1 (97.0)                  | 28.8 (83.8)                  | 21.4 (70.5)                  | 17.3 (63.1)                  | 29.1 (84.4)                  |
| المتوسط اليومي °م (°ف)            | 10.4 (50.7)                  | 12.7 (54.9)                  | 16.1 (61.0)                  | 20.8 (69.4)                  | 25.4 (77.7)                  | 31.0 (87.8)                  | 34.2 (93.6)                  | 33.4 (92.1)                  | 28.8 (83.8)                  | 21.8 (71.2)                  | 15.1 (59.2)                  | 11.1 (52.0)                  | 21.7 (71.1)                  |
| متوسط درجة الحرارة الصغرى °م (°ف) | 4.1 (39.4)                   | 6.0 (42.8)                   | 9.1 (48.4)                   | 13.0 (55.4)                  | 17.6 (63.7)                  | 22.8 (73.0)                  | 25.5 (77.9)                  | 25.0 (77.0)                  | 21.6 (70.9)                  | 14.9 (58.8)                  | 8.9 (48.0)                   | 4.9 (40.8)                   | 14.5 (58.0)                  |
| الهطول مم (إنش)                   | 6 (0.2)                      | 3 (0.1)                      | 9 (0.4)                      | 4 (0.2)                      | 3 (0.1)                      | 1 (0.0)                      | 1 (0.0)                      | 1 (0.0)                      | 4 (0.2)                      | 5 (0.2)                      | 7 (0.3)                      | 6 (0.2)                      | 50 (1.9)                     |
| المصدر: climate-data.org          |                              |                              |                              |                              |                              |                              |                              |                              |                              |                              |                              |                              |                              |